# Siegel Hawaiis
Das Siegel des US-Bundesstaates Hawaii wurde durch die Republik von Hawaii in Dienst gestellt.

## Geschichte
Das Siegel leitet sich von verschiedenen Merkmalen der Heraldik des Königreichs Hawaiʻi ab. Nach der Annektierung durch die Vereinigten Staaten am 7. Juli 1898 und der Übernahme deren Staatsgewalt 14. Juni 1900 ersetzten die Wörter „Territory of Hawaii“ den republikanischen Schriftzug. Mit der Volksabstimmung am 21. August 1959 zum Beitritt Hawaiis zu den Vereinigten Staaten wurde dieser Schriftzug wiederum durch die Worte „State of Hawaii“ ersetzt.

## Motto

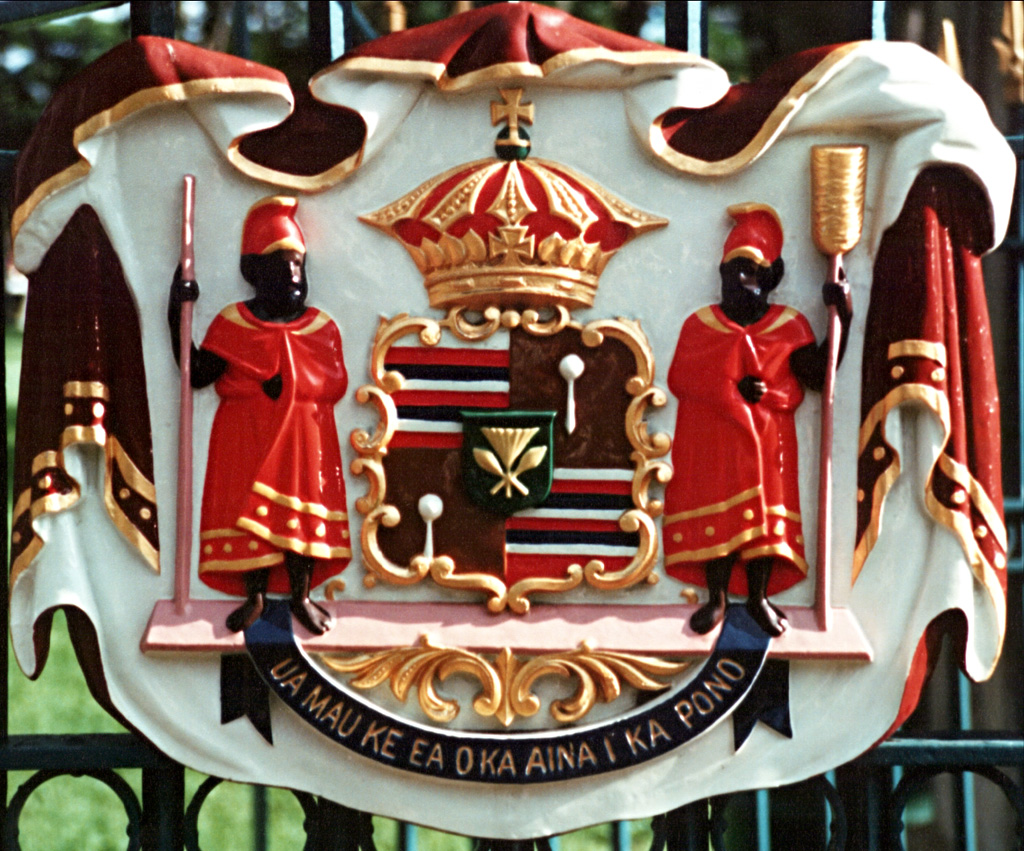
Wappen des Königreichs Hawaiʻi am ʻIolani-Palast in Honolulu

Auf der unteren Seite des Siegels steht das Motto des Staates. Es ist das offizielle Motto des früheren Königreiches und wurde durch König Kamehameha III. eingeführt. Er verkündete es am 31. Juli 1843 nach dem gescheiterten Umsturzversuch des britischen Lord George Paulet. „Ua mau ke ea o ka aina i ka pono“ bedeutet ins Deutsche übersetzt „Das Leben des Landes wird durch die Rechtschaffenheit bewahrt.“

## Träger
Das Siegel weist zwei Personen auf. König Kamehameha I., der die Inseln zu einem Königreich vereinigte, steht heraldisch gesehen rechts. Links steht die Freiheitsgöttin und hält Ka Hae Hawaii, also die Flagge Hawaiis. Beide Träger halten den Schild. Über dem Schild steht eine aufgehende Sonne und das Jahr 1959, in dem Hawaii ein Bundesstaat der Vereinigten Staaten wurde. Unter dem Schild ist ein Phönix der aus einem Kranz aus acht Taroblättern, Bananenlaub und Frauenhaarfarnwedeln emporsteigt.

## Schild
Der Schild ist in vier Bereiche unterteilt. Im oberen (heraldisch) rechten und unteren linken Viertel befinden sich die rot, weiß und blauen Streifen, welche die acht Hauptinseln Hawaiis repräsentieren.  Im oberen linken und unteren rechten Viertel sind pūloʻuloʻu Stäbe abgebildet. Sie sind die traditionellen Insignien für kapu. Die Viertel werden von einem einzelnen Stern zusammengehalten, der den 50. Stern symbolisiert, welcher der Flagge der Vereinigten Staaten beim Beitritt Hawaiis hinzugefügt wurde.